# Kylix (ambiente di sviluppo)
Kylix è un ambiente di programmazione creato da Borland per lo sviluppo RAD su piattaforma GNU/Linux.
Le funzionalità implementate in Kylix tendono a ricalcare piuttosto fedelmente quelle originariamente presenti in Delphi, l'ambiente RAD originario della Borland di cui Kylix è il porting su sistemi GNU/Linux.
Il linguaggio è lo stesso utilizzato da Delphi, e con Kylix è stata introdotta una versione cross-platform delle librerie, chiamata CLX, presente anche in Delphi 6 e 7.
Kylix non ha raggiunto il successo sperato, e raggiunta la versione 3 non è più stato aggiornato.